# Liste des cavités naturelles les plus longues de France
La liste des cavités naturelles les plus longues de France recense, sous forme de tableaux, les cavités souterraines naturelles connues dans ce pays, dont le développement est supérieur ou égal à dix kilomètres.
La communauté spéléologique considère qu'une cavité souterraine naturelle n'existe vraiment qu'à partir du moment où elle est « inventée » c'est-à-dire découverte (ou redécouverte), inventoriée, topographiée et publiée. Bien sûr, la réalité physique d'une cavité naturelle est la plupart du temps bien antérieure à sa découverte par l'homme ; cependant tant qu'elle n'est pas explorée, mesurée et révélée, la cavité naturelle n'appartient pas au domaine de la connaissance partagée.
La liste spéléométrique des 88 plus longues cavités naturelles de France (≥ dix kilomètres) est actualisée à fin août 2023.
La plus longue cavité souterraine naturelle de France répertoriée est « le réseau Félix Trombe », sur les communes d'Herran et d'Arbas, dans le département de Haute-Garonne, en région Occitanie (cf. ligne 1 du tableau ci-dessous).
| \| Histogramme de la répartition des plus longues cavités naturelles de France par classe de développement -- Les 89 cavités citées fin août 2023 sont réparties en 4 classes de développement -- \| \| \| \| \| \| \| \| \| \| \| \| \| \| \| classe I >= 100 000 m 1 cavité[s] \| classe II >= 50 000 m et < 100 000 m 9 cavités \| classe III >= 25 000 m et < 50 000 m 15 cavités \| classe IV >= 10 000 m et < 25 000 m 64 cavités \| \| |                                   |                                                |                                                 |                                                |  |
| Le graphique qui aurait dû être présenté ici ne peut pas être affiché car il utilise l'ancienne extension Graph, désactivée pour des questions de sécurité. Des indications pour créer un nouveau graphique avec la nouvelle extension Chart sont disponibles ici . |                                   |                                                |                                                 |                                                |  |
| Histogramme de la répartition des plus longues cavités naturelles de France par classe de développement -- Les 89 cavités citées fin août 2023 sont réparties en 4 classes de développement -- |                                   |                                                |                                                 |                                                |  |
| |                                   |                                                |                                                 |                                                |  |
| | classe I >= 100 000 m 1 cavité[s] | classe II >= 50 000 m et < 100 000 m 9 cavités | classe III >= 25 000 m et < 50 000 m 15 cavités | classe IV >= 10 000 m et < 25 000 m 64 cavités |  |

## Cavités françaises de développement supérieur ou égal à100 kilomètres
1 cavité est recensée dans cette classe I au 01-05-2025.
| Réf. | Cavité ou réseau souterrain | Localisation administrative                | Massif / Zone                   | Coord. (WGS 84)             | Dével. (mètres) | Déniv. (mètres) | Sources ou références          | Mises à jour |
| ---- | --------------------------- | ------------------------------------------ | ------------------------------- | --------------------------- | --------------- | --------------- | ------------------------------ | ------------ |
| 1    | Réseau Félix Trombe         | Occitanie / Haute-Garonne / Herran & Arbas | Massif d'Arbas / Coume Ouarnède | 42° 58′ 51″ N, 0° 53′ 52″ E | +126 343, m     | +1 001, m       | Coume-ouarnede.fr & S. Clément | 2025-05      |

## Cavités françaises de développement compris entre50 kilomètreset99 kilomètres
9 cavités sont recensées dans cette classe II au 1-1-2025.
| Réf. | Cavité ou réseau souterrain       | Localisation administrative                                                                           | Massif / Zone                              | Coord. (WGS 84)             | Dével. (mètres) | Déniv. (mètres) | Sources ou références                                                               | Mises à jour |
| ---- | --------------------------------- | --- | ------------------------------------------ | --------------------------- | --------------- | --------------- | ----------------------------------------------------------------------------------- | ------------ |
| 2    | Gouffre de la Pierre Saint-Martin | France / Nouvelle-Aquitaine / Pyrénées-Atlantiques / Arette et Sainte-Engrâce & Espagne / Navarre     | Pierre Saint-Martin - Larra / Arres d'Anie | 42° 58′ 05″ N, 0° 46′ 10″ O | +088 111, m     | +1 410, m       | Spelunca no 136, Spelunca no 166 & Arsip                                            | 2025-01      |
| 3    | Réseau de l'Alpe                  | Auvergne-Rhône-Alpes / Savoie / Chapareillan, Saint-Pierre-d'Entremont & Isère / Sainte-Marie-du-Mont | Chartreuse / Alpe                          | 45° 25′ 07″ N, 5° 54′ 49″ E | +072 300, m     | +0655, m        | Robert Durand                                                                       | 2012-03      |
| 4    | Grotte de Saint-Marcel            | Auvergne-Rhône-Alpes / Ardèche / Bidon                                                                | Bas-Vivarais                               | 44° 19′ 55″ N, 4° 32′ 28″ E | +064 200, m     | +0325, m        | CDS 07, CDS Ardèche & Plongeesout,                                                  | 2020-12      |
| 5    | Arresteliako Ziloa                | Nouvelle-Aquitaine / Pyrénées-Atlantiques / Sainte-Engrâce                                            | Pierre Saint-Martin - Larra / Kakouetta    | 42° 59′ 00″ N, 0° 50′ 41″ O | +060 943, m     | +0835, m        | Arsip                                                                               | 2008-09      |
| 6    | Gouffre de Padirac                | Occitanie / Lot / Padirac & Montvalent                                                                | Causse de Gramat                           | 44° 51′ 26″ N, 1° 45′ 03″ E | +059 000, m     | +0315, m        | Plongeesout, SSC St Maixentais, Clan des Explorateurs de Cavernes & Heymann Renoult | 2019-11      |
| 7    | Grotte de la Luire                | Auvergne-Rhône-Alpes / Drôme / Saint-Agnan-en-Vercors                                                 | Massif du Vercors                          | 44° 53′ 29″ N, 5° 25′ 52″ E | +057 655, m     | +0581, m        | Spéléométrie de la France & Laurent Garnier                                         | 2020-12      |
| 8    | Système du Granier                | Auvergne-Rhône-Alpes / Savoie / Entremont-le-Vieux & Isère / Chapareillan                             | Chartreuse / Mont Granier                  | 45° 27′ 41″ N, 5° 55′ 38″ E | +055 725, m     | +0635, m        | Robert Durand & Grottocenter                                                        | 2012-03      |
| 9    | Réseau de la Dent de Crolles      | Auvergne-Rhône-Alpes / Isère / Saint-Pierre-de-Chartreuse & Plateau-des-Petites-Roches                | Chartreuse / Dent de Crolles               | 45° 19′ 34″ N, 5° 51′ 27″ E | +055 407, m     | +0690, m        | CDS 38 & Scialet no 39                                                              | 2011-04      |
| 10   | Réseau Banges - Prépoulain        | Auvergne-Rhône-Alpes / Savoie / Arith                                                                 | Massif des Bauges / Montagne de Bange      | 45° 43′ 27″ N, 6° 05′ 37″ E | +053 955, m     | +0865, m        | Spelunca 111 & Spéléo mag 96                                                        | 2011-04      |

## Cavités françaises de développement compris entre25 kilomètreset49 kilomètres
15 cavités sont recensées dans cette classe III au 01-01-2024.
| Réf. | Cavité ou réseau souterrain                                                   | Localisation administrative                                             | Massif / Zone                                                | Coord. (WGS 84)             | Dével. (mètres) | Déniv. (mètres) | Sources ou références                                                                      | Mises à jour |
| ---- | ----------------------------------------------------------------------------- | ----------------------------------------------------------------------- | ------------------------------------------------------------ | --------------------------- | --------------- | --------------- | ------------------------------------------------------------------------------------------ | ------------ |
| 11   | Réseau Garde - Cavale                                                         | Auvergne-Rhône-Alpes / Savoie / Les Déserts                             | Bauges / Mont Revard                                         | 45° 39′ 09″ N, 5° 59′ 02″ E | +049 871, m     | +0340, m        | Spelunca no 94, Spéléo mag no 78 & Spelunca no 87 & Echo des Vulcains n°81, pages 72 à 75. | 2023-12      |
| 12   | Trou qui souffle                                                              | Auvergne-Rhône-Alpes / Isère / Autrans-Méaudre en Vercors               | Vercors / Quatre Montagnes                                   | 45° 09′ 01″ N, 5° 31′ 03″ E | +049 300, m     | +0670, m        | CDS 38 & D. Artru                                                                          | 2010-01      |
| 13   | Réseau des Chuats                                                             | Auvergne-Rhône-Alpes / Drôme / Bouvante                                 | Vercors / Font d'Urle                                        | 44° 53′ 20″ N, 5° 20′ 05″ E | +049 300, m     | +0368, m        | CDS 26, Pierre-Yves Belette, Florent Merlet, Plongeesout & Interclubs Chuats               | 2023-07      |
| 14   | Réseau de la Diau                                                             | Auvergne-Rhône-Alpes / Haute-Savoie / Dingy-Saint-Clair et Fillière     | Bornes / Parmelan                                            | 45° 57′ 30″ N, 6° 16′ 58″ E | +047 000, m     | +0723,m         | Philippe Fleury, Scialet no 38, Spelunca no 79 & Karstologia                               | 2011-12      |
| 15   | Réseau du gouffre Berger                                                      | Auvergne-Rhône-Alpes / Isère / Engins                                   | Vercors / Plateau de Sornin                                  | 45° 13′ 09″ N, 5° 36′ 17″ E | +045 679, m     | +1 271, m       | Scialet no 45 & Spéléo mag                                                                 | 2025-01      |
| 16   | Réseau du Clot d'Aspres                                                       | Auvergne-Rhône-Alpes / Isère / Villard-de-Lans et Le Gua                | Vercors / Clot d'Aspres                                      | 45° 01′ 11″ N, 5° 34′ 34″ E | +042 000, m     | +1 066, m       | Spéléo mag no 95.                                                                          | 2018-02      |
| 17   | Réseau du Verneau                                                             | Bourgogne-Franche-Comté / Doubs / Déservillers et Nans-sous-Sainte-Anne | Massif du Jura / ?                                           | 46° 59′ 39″ N, 6° 04′ 30″ E | +035 000, m     | +0387, m        | Spelunca no 148 & Rémy Limagne                                                             | 2017-01      |
| 18   | Gouffre Lonné Peyret - Bourrugues alias Réseau des Arres Planères             | Nouvelle-Aquitaine / Pyrénées-Atlantiques / Arette                      | Pyrénées / Massif de La Pierre Saint-Martin / Arres Planères | 42° 58′ 30″ N, 0° 45′ 51″ O | +034 244, m     | +0831, m        | CDS 64, Spelunca no 166 & Arsip                                                            | 2022-01      |
| 19   | Réseau de Bunant                                                              | Auvergne-Rhône-Alpes / Haute-Savoie / Fillière                          | Bornes / Parmelan                                            | 45° 58′ 08″ N, 6° 15′ 39″ E | +033 500, m     | +0370, m        | Guy Masson & Jean-François Ray (CDS Haute-Savoie)                                          | 2017-01      |
| 20   | Réseau de Coufin - Chevaline                                                  | Auvergne-Rhône-Alpes / Isère / Choranche                                | Vercors / Gorges de la Bourne                                | 45° 04′ 29″ N, 5° 23′ 53″ E | +032 301, m     | +0425, m        | Scialet no 32                                                                              | 2010-01      |
| 21   | Gouffre Jean-Bernard                                                          | Auvergne-Rhône-Alpes / Haute-Savoie / Samoëns                           | Haut-Giffre / Montagne du Folly                              | 46° 06′ 07″ N, 6° 46′ 48″ E | +029 558, m     | +1 612, m       | Spéléo mag no 100 & GS Vulcain                                                             | 2024-07      |
| 22   | Réseau de Francheville                                                        | Bourgogne-Franche-Comté / Côte-d'Or / Francheville                      | ? / ?                                                        | 47° 27′ 15″ N, 4° 53′ 48″ E | +028 530, m     | +0170, m        | CDS 21, CSR Bourgogne Franche-Comté & Plongeesout                                          | 2014-01      |
| 23   | Réseau Lachambre alias Réseau des Ambullas                                    | Occitanie / Pyrénées-Orientales / Ria-Sirach                            | Conflent                                                     | 42° 36′ 00″ N, 2° 22′ 57″ E | +026 815, m     | +0074, m        | Cova Lachambre & Gestionaweb                                                               | 2019-01      |
| 24   | Réseau de Fuilla - Canalettes                                                 | Occitanie / Pyrénées-Orientales / Fuilla et Corneilla-de-Conflent       | Pyrénées / Conflent                                          | 42° 34′ 58″ N, 2° 22′ 17″ E | +026 500, m     | +0079, m        | Christophe Levillain via Bob Gulden, Cova Fullà-Canaletes & Spelunca 114                   | 2019-01      |
| 25   | Réseau de la Combe des Biolles alias Système Biolles - Squelettes - Crolleurs | Auvergne-Rhône-Alpes / Savoie / Aillon-le-Vieux                         | Préalpes françaises / Massif des Bauges / Mont Margériaz     | 45° 37′ 44″ N, 6° 02′ 29″ E | +026 001, m     | +0591, m        | Spelunca 111 & Karstologia 27 & Jean-Yves Bigot via Bob Gulden                             | 2016-01      |

## Cavités françaises de développement compris entre10 kilomètreset24 kilomètres
64 cavités sont recensées dans cette classe IV au 01-09-2023.
| Réf. | Cavité ou réseau souterrain | Localisation administrative                                                               | Massif / Zone                                                     | Coord. (WGS 84)                                                               | Dével. (mètres)     | Déniv. (mètres)     | Sources ou références                                                                   | Mises à jour |
| ---- | --- | ----------------------------------------------------------------------------------------- | ----------------------------------------------------------------- | ----------------------------------------------------------------------------- | ------------------- | ------------------- | --------------------------------------------------------------------------------------- | ------------ |
| 26   | Gouffre Nébélé | Nouvelle-Aquitaine / Pyrénées-Atlantiques / Aussurucq                                     | Pyrénées / Massif des Arbailles                                   | 43° 07′ 57″ N, 0° 57′ 43″ O                                                   | +024 038, m         | +0475, m            | Spelunca no 77, Collectif Nébélé, Karsteau & Jean-Yves Bigot via Bob Gulden             | 2016-01      |
| 27   | Système de Foussoubie | Auvergne-Rhône-Alpes / Ardèche / Vagnas et Salavas                                        | Massif central / Bas-Vivarais                                     | 44° 21′ 26″ N, 4° 22′ 53″ E                                                   | +023 266, m         | +0138, m            | Jean-Yves Bigot via Bob Gulden & Foussoubie                                             | 2016-01      |
| 28   | Grotte de Neuvon | Bourgogne-Franche-Comté / Côte-d'Or / Plombières-lès-Dijon                                | Seuil morvano-vosgien                                             | 47° 20′ 37″ N, 4° 56′ 30″ E                                                   | +022 949, m         | +0035, m            | CDS 21, CSR BFC & Plongeesout                                                           | 2015-01      |
| 29   | Grotte d'Arphidia | Nouvelle-Aquitaine / Pyrénées-Atlantiques / Sainte-Engrâce                                | Pyrénées / Massif de La Pierre Saint-Martin / Arphidia            | 42° 58′ 45″ N, 0° 47′ 46″ O                                                   | +022 573, m         | +0712, m            | Jean-Yves Bigot via Bob Gulden & GSHP                                                   | 2016-09      |
| 30   | Gouffre de Cabrespine alias Lo Gaugnas | Occitanie / Aude / Cabrespine                                                             | Massif central / Montagne Noire / Cabardès                        | 43° 21′ 33″ N, 2° 27′ 34″ E                                                   | +022 500, m         | +0504, m            | Jean-Yves Bigot via Bob Gulden, CDS Aude & Grottocenter                                 | 2017-04      |
| 31   | Réseau de la Falconette (entrées basse et supérieure de la grotte de la Falconnette, gouffre de la Conche, gouffre de la Rochance)            | Auvergne-Rhône-Alpes / Ain / La Burbanche et Ordonnaz                                     | Bas-Bugey / Plaine de l'Ain                                       | 45° 50′ 24″ N, 5° 33′ 05″ E La Conche 45° 50′ 23″ N, 5° 32′ 52″ E La Rochance | +022 000, m         | +0312, m (-72/+240) | CDS 01, Spéléo Mag no 82, p. 21 & Grottocenter,                                         | 2018-05      |
| 32   | Réseau Lucien Bouclier (Gouffre Mirolda, gouffre Lucien Bouclier, gouffre des Jockers, F126...)                                               | Auvergne-Rhône-Alpes / Haute-Savoie / Samoëns                                             | Préalpes françaises / Haut-Giffre / Aouille de Criou              | 46° 05′ 21″ N, 6° 46′ 15″ E                                                   | +021 800, m         | +1 662, m           | Spelunca no 103, D. Mercier, CDS 74 & La gazette des Tritons n°113                      | 2024-01      |
| 33   | Grotte de la Cigalère | Occitanie / Ariège / Sentein                                                              | Couserans                                                         | 42° 49′ 37″ N, 0° 54′ 26″ E                                                   | +021 540, m         | +0354, m            | Spéléo mag no 45 & La gazette des Tritons                                               | 2021-10      |
| 34   | Perte de Massar | Occitanie / Aveyron / Martiel                                                             | Massif central / Causses du Quercy / Causse de Limogne            | 44° 23′ 11″ N, 1° 55′ 43″ E                                                   | +021 000, m         | +0120, m            | Spéléoc no 114, Grottocenter & Claude Milhas via Bob Gulden                             | 2016-01      |
| 35   | Réseau Pleurachat - Doria | Auvergne-Rhône-Alpes / Savoie / Saint-Jean-d'Arvey et Les Déserts                         | Préalpes / Massif des Bauges / Mont Revard                        | 45° 36′ 27″ N, 6° 01′ 57″ E                                                   | +020 924, m         | +0287, m            | Spelunca no 117, Spéléo mag no 78 & Robert Durand                                       | 2016-11      |
| 36   | Grotte d'En Gorner | Occitanie / Pyrénées-Orientales / Villefranche-de-Conflent                                | Pyrénées / Conflent                                               | 42° 35′ 57″ N, 2° 22′ 39″ E                                                   | +020 100, m         | +0042, m            | Cova d'En Gorner & Plongeesout                                                          | 2019-01      |
| 37   | Aven Noir | Occitanie / Aveyron / Nant                                                                | Massif central / Grands Causses / Causse Noir                     | 44° 04′ 36″ N, 3° 19′ 15″ E                                                   | +020 000, m         | +0170, m            | Spéléo mag 58, AVCFC, Spéléoscope 28, Grottocenter & Info FFS ?                         | 2016-01      |
| 38   | Réseau Fanges - Paradet alias Cthulhu Démoniaque                                                                                              | Occitanie / Pyrénées-Orientales / Caudiès-de-Fenouillèdes                                 | Pyrénées / Fenouillèdes                                           | 42° 49′ 41″ N, 2° 20′ 39″ E                                                   | +019 633, m         | +0302, m            | Spéléoc no 24                                                                           | 2017-04      |
| 39   | Gouffre des Vitarelles | Occitanie / Lot / Gramat                                                                  | Massif central / Causses du Quercy / Causse de Gramat             | 44° 44′ 06″ N, 1° 44′ 55″ E                                                   | +019 384, m         | +0164, m            | Spéléométrie de la France, CDS46 & Speleoc no 157                                       | 2022-07      |
| 40   | Borne aux Cassots | Bourgogne-Franche-Comté / Jura / Nevy-sur-Seille                                          | Massif du Jura                                                    | 46° 44′ 11″ N, 5° 38′ 33″ E                                                   | +019 072, m         | +0144, m            | CDS 39, SC Lédonien, Info Jura no 251 & Jean-Yves Bigot via Bob Gulden                  | 2016-01      |
| 41   | Réseau Goudou - Lacarrière (Igue de Goudou, igue de Lacarrière)                                                                               | Occitanie / Lot / Labastide-Murat et Montfaucon                                           | Massif central / Causses du Quercy / Causse de Gramat             | 44° 39′ 40″ N, 1° 36′ 26″ E                                                   | +018 285, m         | +0126, m            | Plongeesout, CRAD & Jean-Yves Bigot via Bob Gulden                                      | 2016-01      |
| 42   | Réseau de Malissard (grotte du Guiers Vif, trou des Flammes et gouffre Tasurinchi)                                                            | Auvergne-Rhône-Alpes / Savoie / Saint-Pierre-d'Entremont & Isère / Saint-Bernard          | Préalpes françaises / Massif de la Chartreuse                     | 45° 23′ 26″ N, 5° 53′ 29″ E                                                   | +018 160, m         | +0415, m            | Dominique Artru in Scialet no 38 p. 178, B. Loiseleur & Jean-Yves Bigot via Bob Gulden  | 2016-01      |
| 43   | Grotte de Gournier | Auvergne-Rhône-Alpes / Isère / Choranche                                                  | Préalpes françaises / Massif du Vercors / Forêt des Coulmes       | 45° 04′ 37″ N, 5° 23′ 45″ E                                                   | +018 000, m         | +0680, m            | Grottocenter & The International Caver #21 P41                                          | 2017-06      |
| 44   | Système Tanne aux Cochons - Tanne Froide | Auvergne-Rhône-Alpes / Savoie / Aillon-le-Jeune                                           | Préalpes françaises / Massif des Bauges / Mont Margériaz          | 45° 38′ 06″ N, 6° 03′ 26″ E                                                   | +017 694, m         | +0823, m            | Spelunca 111 & Jean-Yves Bigot via Bob Gulden                                           | 2016-01      |
| 45   | Système Béva - Rupt-du-Puits | Grand Est / Meuse / Beurey-sur-Saulx et Robert-Espagne & Marne / Trois-Fontaines-l'Abbaye | Plateau barrois                                                   | 48° 44′ 50″ N, 5° 01′ 19″ E                                                   | +017 400, m         | +0050, m            | Stéphane Jaillet via Bob Gulden, Plongeesout, & Maison Lorraine de la Spéléologie (MLS) | 2017-06      |
| 46   | Aven du Sotch de la Tride | Occitanie / Aveyron / Veyreau                                                             | Massif central / Grands Causses / Causse Noir                     | 44° 08′ 58″ N, 3° 19′ 24″ E                                                   | +016 850, m         | +0342, m            | Philippe Drouin via Bob Gulden, Plongeesout & Grottocenter                              | 2019-11      |
| 47   | Aven de la Leicasse | Occitanie / Hérault / Saint-Maurice-Navacelles                                            | Causse du Larzac / Séranne                                        | 43° 49′ 08″ N, 3° 33′ 35″ E                                                   | +016 530, m         | +0356, m            | Jean-Yves Bigot via Bob Gulden, Hubert Borg & Grottocenter                              | 2016-01      |
| 48   | Igue de Viazac alias Igue Jourde | Occitanie / Lot / Caniac-du-Causse                                                        | Massif central / Causses du Quercy / Causse de Gramat             | 44° 38′ 53″ N, 1° 40′ 44″ E                                                   | +016 500, m         | +0258, m            | Plongeesout & Grottocenter                                                              | 2010-12      |
| 49   | Réseau de la Couze (Blagour du Soulier [résurgence], évent et puits des Jonquilles, pertes de la Couze, gouffre du Briant [pertes].)          | Nouvelle-Aquitaine / Corrèze / Noailles et Chasteaux                                      | Massif central / Causses du Quercy / Causse de Martel             | 45° 05′ 07″ N, 1° 29′ 54″ E                                                   | +016 426, m         | +0103, m            | Speleo-Corrèze                                                                          | 2004-01      |
| 50   | Aven Lacas | Occitanie / Aveyron / Mostuéjouls                                                         | Grands Causses / Causse de Sauveterre                             | 44° 13′ 42″ N, 3° 12′ 34″ E                                                   | +016 051, m         | +0406, m            | Tritons no 91, Grottocenter & CDS 12                                                    | 2018-04      |
| 51   | Évent de Rognès | Occitanie / Gard / Molières-Cavaillac                                                     | Massif central Les Causses / Causse de Blandas                    | 43° 57′ 46″ N, 3° 33′ 59″ E                                                   | +015 600, m         | +0173, m            | CDS 30, Plongeesout & Spelunca no 141                                                   | 2018-12      |
| 52   | Réseau de la Tessone (grotte des Calles, évent de Bez, évent de Brun.)                                                                        | Occitanie / Gard / Bez-et-Esparon                                                         | Massif central Les Causses / Causse de Blandas                    | 43° 57′ 55″ N, 3° 32′ 10″ E                                                   | +014 962, m         | +0326, m            | CDS 30, Plongée-souterraine & Spelunca 111                                              | 2018-12      |
| 53   | Système Sauvas-Cocalière (résurgence de la Côtepatière, aven de la Cocalière, goule de Sauvas, doline Marron, captage de Saint-Paul-le-Jeune) | Auvergne-Rhône-Alpes / Ardèche / Saint-André-de-Cruzières et Saint-Paul-le-Jeune          | Massif central / Cévennes                                         | 44° 19′ 23″ N, 4° 09′ 39″ E                                                   | +014 500, m         | +0077, m            | Plongeesout                                                                             | 2010-12      |
| 54   | Réseau de la Grotte des Chamois (grotte des Chamois, trou des Fantasmes et grotte N-I Nini)                                                   | Provence-Alpes-Côte d'Azur / Alpes-de-Haute-Provence / Castellet-lès-Sausses et Méailles  | Alpes du Sud / Massif du Pelat / Grand Coyer                      | 44° 03′ 05″ N, 6° 41′ 56″ E                                                   | +013 900, m         | +0390, m            | Philippe Audra et Jean-Claude Nobécourt.                                                | 2016-08      |
| 55   | Réseau d'Ardengost (Gouffre des Charentais, Résurgence de la Hèche, Grotte de la Bauge)                                                       | Occitanie / Hautes-Pyrénées / Jézeau et Fréchet-Aure                                      | Pyrénées / Massif de Nistos - Sarrancolin / Ardengost             | 42° 55′ 07″ N, 0° 24′ 19″ E                                                   | +013 720, m         | +0440, m            | CDS 65, Plongée-souterraine, Spelunca no 96 & Association Réseau d'Ardengost            | 2018-11      |
| 56   | Tanne des Praz d'zeures | Auvergne-Rhône-Alpes / Haute-Savoie / Serraval                                            | Bornes / Tournette                                                | 45° 48′ 56″ N, 6° 17′ 54″ E                                                   | +013 000, m         | +1 148, m           | Spéléo mag no 21 & Éric Madelaine                                                       | 2012-03      |
| 57   | Réseau Trou qui Fume - Grotte des Duffaits | Nouvelle-Aquitaine / Charente / La Rochette                                               | Karst de la Rochefoucauld / Plateau de la Boixe et de la Braconne | 45° 46′ 59″ N, 0° 18′ 45″ E                                                   | +013 000, m environ | +0040, m            | Congrès FFS 2009                                                                        | 2009-05      |
| 58   | Réseau Camelot | Nouvelle-Aquitaine / Charente / Rivières et Saint-Projet-Saint-Constant                   | Karst de la Rochefoucauld                                         | 45° 44′ 33″ N, 0° 21′ 30″ E                                                   | +012 750, m         | +0045, m            | La Rochefoucauld & Quomodo                                                              | 2016-??      |
| 59   | Grotte du Banquier | Occitanie / Hérault / Saint-Étienne-de-Gourgas                                            | Causse du Larzac                                                  | 43° 46′ 59″ N, 3° 23′ 37″ E                                                   | +012 679, m         | +0217, m            | Larzac Explo et Céladon, Plongée-souterraine & Grottocenter                             | 2022-10      |
| 60   | Aven Calernaüm | Provence-Alpes-Côte d'Azur / Alpes-Maritimes / Cipières                                   | Calern                                                            | 43° 45′ 14″ N, 6° 56′ 13″ E                                                   | +012 424, m         | +0479, m            | CDS 06,,Bulletin SIS                                                                    | 2025-01      |
| 61   | Réseau Lot du Bois - Source du Pissieux | Auvergne-Rhône-Alpes / Savoie / Lescheraines et Le Châtelard                              | Bauges / Mont Margériaz                                           | 45° 40′ 38″ N, 6° 06′ 14″ E                                                   | +012 416, m         | +0185, m            | Au Cœur de la Terre, URSUS & Robert Durand                                              | 2012-02      |
| 62   | Cuves de Sassenage | Auvergne-Rhône-Alpes / Isère / Sassenage                                                  | Massif du Vercors                                                 | 45° 12′ 30″ N, 5° 39′ 06″ E                                                   | +012 295, m         | +0462, m            | Dominique Artru                                                                         | 2016-09      |
| 63   | Grotte de Malaval | Occitanie / Lozère / Les Bondons                                                          | Cham des Bondons                                                  | 44° 24′ 21″ N, 3° 36′ 20″ E                                                   | +012 000, m         | +0237, m            | Association Malaval                                                                     | 2000-12      |
| 64   | Grotte de Fontrabiouse | Occitanie / Aude / Fontrabiouse                                                           | Capcir                                                            | 42° 38′ 02″ N, 2° 05′ 51″ E                                                   | +012 000, m         | +0060, m            | Spéléométrie de la France                                                               | 2000-12      |
| 65   | Igue de la Vayssière | Occitanie / Lot / Beauregard                                                              | Causse de Limogne                                                 | 44° 20′ 51″ N, 1° 47′ 15″ E                                                   | +012 000, m         | +0025, m            | Grottocenter                                                                            | 2000-12      |
| 66   | Réseau Christian-Gathier | Auvergne-Rhône-Alpes / Drôme / Bouvante                                                   | Massif du Vercors                                                 | 44° 54′ 41″ N, 5° 18′ 52″ E                                                   | +011 700, m         | +0327, m            | Spéléo mag no 50 & Plongeesout                                                          | 2005-04      |
| 67   | Grotte du TM 71 | Occitanie / Aude / Fontanès-de-Sault                                                      | ?                                                                 | 42° 45′ 47″ N, 2° 05′ 25″ E                                                   | +011 508, m         | +0137, m            | CDS Aude & Spéléo mag no 97-98                                                          | 2016-??      |
| 68   | Behiako Leizea | Nouvelle-Aquitaine / Pyrénées-Atlantiques / Saint-Michel                                  | Urkulu - Mendilaz                                                 | 43° 03′ 34″ N, 1° 12′ 51″ O                                                   | +011 500, m         | +0596, m            | Karsteau & Behia                                                                        | 2005-00      |
| 69   | Aven des Baoudillouns | Provence-Alpes-Côte d'Azur / Alpes-Maritimes / Cipières                                   | Plateau de Calern                                                 | 43° 45′ 28″ N, 6° 55′ 49″ E                                                   | +011 416, m         | +0475, m            | CDS 06                                                                                  | 2017-11      |
| 70   | Système Pinet - Brouillard | Auvergne-Rhône-Alpes / Savoie / Saint-Pierre-d'Entremont & Isère / Sainte-Marie-du-Mont   | Chartreuse / Alpe                                                 | 45° 26′ 03″ N, 5° 54′ 46″ E                                                   | +011 175, m         | +0507, m            | Chartreuse souterraine & Grottocenter                                                   | 2010-01      |
| 71   | Gouffre de Pourpevelle | Bourgogne-Franche-Comté / Doubs / Soye                                                    | Massif du Jura                                                    | 47° 27′ 34″ N, 6° 29′ 03″ E                                                   | +011 169, m         | +0106, m            | Spéléo mag no 81                                                                        | 2012-03      |
| 72   | Aven de Rogues | Occitanie / Gard / Rogues                                                                 | Causse de Blandas                                                 | 43° 53′ 24″ N, 3° 33′ 51″ E                                                   | +011 091, m         | +0253, m            | CDS 30, Plongeesout & Grottocenter                                                      | 2018-12      |
| 73   | Grotte des Eaux Chaudes | Nouvelle-Aquitaine / Pyrénées-Atlantiques / Laruns                                        | Pic de Ger / Eaux Chaudes                                         | 42° 56′ 03″ N, 0° 26′ 26″ O                                                   | +011 000, m         | +0810, m            | Plongeesout & Karsteau                                                                  | 2004-01      |
| 74   | Réseau de la Tête des Verds | Auvergne-Rhône-Alpes / Haute-Savoie / Magland                                             | Haut-Giffre / Désert de Platé                                     | 45° 59′ 35″ N, 6° 42′ 49″ E                                                   | +011 000, m         | +0768, m            | Deep caves of the world, Philippe Audra & Michel Bugnet                                 | 2011-00      |
| 75   | Scialet Candy | Auvergne-Rhône-Alpes / Isère / Villard-de-Lans                                            | Massif du Vercors                                                 | 45° 01′ 43″ N, 5° 34′ 37″ E                                                   | +011 000, m         | +0558, m            | Scialet no 46                                                                           | 2018-01      |
| 76   | Aven de la Combe Rajeau | Auvergne-Rhône-Alpes / Ardèche / Saint-Laurent-sous-Coiron                                | Plateau du Coiron                                                 | 44° 39′ 55″ N, 4° 28′ 47″ E                                                   | +011 000, m         | +0250, m            | Spéléo mag no 30                                                                        | 2000-00      |
| 77   | Gouffre du Petit Saint Cassien | Provence-Alpes-Côte d'Azur / Var / Nans-les-Pins                                          | Massif de la Sainte-Baume                                         | 43° 21′ 10″ N, 5° 49′ 01″ E                                                   | +010 865, m         | +0403, m            | CDS 83 & Paul Courbon                                                                   | 2017-11      |
| 78   | Trou Souffleur | Provence-Alpes-Côte d'Azur / Vaucluse / Saint-Christol                                    | Monts de Vaucluse / Albion                                        | 44° 01′ 17″ N, 5° 29′ 31″ E                                                   | +010 853, m         | +0921, m            | Spelunca no 130, Spelunca no 137 & Spelunca n°143                                       | 2016-11      |
| 79   | Trou du Vent | Nouvelle-Aquitaine / Dordogne / Bouzic                                                    | Périgord Noir                                                     | 44° 43′ 10″ N, 1° 13′ 16″ E                                                   | +010 800, m         | +0104, m            | Bouzic, & Francis Guichard                                                              | 2000-00      |
| 80   | Grotte du Garrel | Occitanie / Hérault / Saint-Jean-de-Buèges                                                | Causse du Larzac / Séranne                                        | 43° 50′ 02″ N, 3° 36′ 59″ E                                                   | +010 500, m         | +0306, m            | Grottocenter,                                                                           | 2000-12      |
| 81   | Gouffre du Bracas de Thurugne | Nouvelle-Aquitaine / Pyrénées-Atlantiques / Arette et Sainte-Engrâce                      | Pierre Saint-Martin - Larra / Bracas de Thurugne                  | 42° 58′ 51″ N, 0° 45′ 24″ O                                                   | +010 340, m         | +1 170, m           | ARSIP                                                                                   | 2016-09      |
| 82   | Abîme de Bramabiau | Occitanie / Gard / Saint-Sauveur-Camprieu                                                 | ? / ?                                                             | 44° 07′ 13″ N, 3° 28′ 29″ E                                                   | +010 240, m         | +0087, m            | CDS 30, Grottocenter                                                                    | 2015-12      |
| 83   | Réseau du Chaland | Bourgogne-Franche-Comté / Haute-Saône / Arbecey                                           | ? / ?                                                             | 47° 44′ 04″ N, 5° 55′ 13″ E                                                   | +010 206, m         | +0040, m            | Le Karst Comtois, EDS 70, Jean-Philippe Grancolas, Spelunca 73 & Spelunca 113           | 2015-06      |
| 84   | Grotte de Trabuc | Occitanie / Gard / Mialet                                                                 | Cévennes                                                          | 44° 06′ 29″ N, 3° 57′ 35″ E                                                   | +010 190, m         | +0211, m            | CDS 30 & Grottocenter                                                                   | 2018-12      |
| 85   | Grotte de Baume Layrou | Occitanie / Gard / Trèves                                                                 | Causse Bégon                                                      | 44° 05′ 19″ N, 3° 24′ 11″ E                                                   | +010 160, m         | +0162, m            | Grottocenter & Spéléoc no 17                                                            | 2018-12      |
| 86   | Grotte Roche Chalve - Trou du Cœur | Auvergne-Rhône-Alpes / Isère / Autrans-Méaudre en Vercors et Rencurel                     | Massif du Vercors                                                 | 45° 05′ 40″ N, 5° 29′ 46″ E                                                   | +010 154, m         | +0460, m            | Scialet no 30 & Caullireau                                                              | 2010-01      |
| 87   | Grotte du Grand Antoine | Nouvelle-Aquitaine / Gironde / Frontenac et Rauzan                                        | Entre-deux-Mers                                                   | 44° 44′ 05″ N, 0° 07′ 27″ O                                                   | +010 000, m         | +0010, m            | Plongeesout & Spéléométrie de la France                                                 | 2000-12      |
| 88   | Réseau de Paloumé | Occitanie / Ariège / Balaguères                                                           | Couserans                                                         | 42° 58′ 25″ N, 0° 59′ 02″ E                                                   | +010 000, m         | +0750, m            | Spéléoc no 82 & Grottes et karsts de France                                             | 2011-03      |
| 89   | Réseau Belle-Cassagnous | Occitanie / Ariège / Cazavet & Haute-Garonne / Urau                                       | Pic de l'Estelas                                                  | 43° 00′ 05″ N, 1° 00′ 38″ E                                                   | +010 000, m         | +0610, m            | Spelunca no 133, Sésame no 18 & Grottocenter                                            | 2014-??      |